# Desdochter
Desdochters zijn vrouwen van wie de moeder tijdens de zwangerschap di-ethylstilbestrol (DES) heeft gebruikt. DES werd voorgeschreven aan zwangeren, die al een of meer miskramen hadden gehad, in de hoop dat dit de kans op herhaling zou verminderen. Dat bleek echter niet het geval. Voor de kinderen van de vrouwen die DES gebruikten tijdens de zwangerschap had het DES-gebruik gevolgen voor hun gezondheid en vruchtbaarheid.

## Gevolgen van DES-gebruik voor de desdochters
- Bij veel (met name vrouwelijke) foetussen ontstonden hierdoor afwijkingen aan de inwendige geslachtsorganen en vormafwijkingen aan de baarmoeder, wat bij sommige desdochters leidde tot verminderde vruchtbaarheid.
- In sommige gevallen komen (door de vormafwijkingen) tijdens de zwangerschap afwijkingen van de ligging van de foetus voor, bijvoorbeeld een dwarsligging of een stuitligging.
- De blootstelling aan DES in de baarmoeder bleek te leiden tot een vergrote kans op een anders zeldzame vorm van vaginakanker, ‘clear cell’-adenocarcinoom (CCAC) en op voorstadia van baarmoederhalskanker.[4]
- De afwijkingen aan de inwendige geslachtsorganen bleken ook na de geboorte te leiden tot een hogere kans op dit type carcinoom.
- Meestal is de enige bij desdochters waargenomen afwijking een wat grotere uitbreiding van het endocervicale epitheel (het slijmvlies in het kanaal van de baarmoederhals) dan normaal, tot over de hele ectocervix (dat deel van de cervix dat in de vagina zichtbaar is) en soms reikend tot op de vaginatop (ectropion). Dit heeft verder weinig consequenties, behalve een vaak iets overvloediger vaginale afscheiding dan gemiddeld. Wel wordt aanbevolen dat deze vrouwen geregeld een uitstrijkje laten maken.

## Deszonen
Ook bij mannelijke foetussen komen afwijkingen aan de geslachtsorganen voor. Dit zijn met name knobbeltjes op de bijbal. In 1995 is uit wetenschappelijk onderzoek gebleken, dat er geen verschil is tussen de vruchtbaarheid van deszonen en die van andere mannen. Ook is tot nu toe niet aangetoond dat deszonen meer dan gemiddeld kans hebben op zaadbalkanker of prostaatkanker.

## Zonen van desdochters
In 2002 is gebleken dat zonen van desdochters een twee à drie maal hogere kans hebben op hypospadie, een aangeboren afwijking van de penis. Door het DES-verleden neemt de kans hierop toe van 2 op 1000 naar 4 à 6 op 1000. 

## Nederland
In Nederland werd di-ethylstilbestrol in de periode 1947-1976 voorgeschreven. In Nederland is DES naar schatting voorgeschreven aan tussen 189.000 en 378.000 zwangeren. Nederland telt zo'n 50.000 desdochters. De problematiek rondom vruchtbaarheid en zwangerschap is in Nederland van afnemend belang omdat de meeste desdochters inmiddels de leeftijd waarop ze kinderen krijgen gepasseerd zijn. 